# Rebbachisauridae
Čeleď Rebbachisauridae je skupinou sauropodních dinosaurů, obvykle známých podle fragmentárních pozůstatků z pozdně jurského až pozdně křídového období Jižní Ameriky, Afriky, Evropy a Asie. Jedny z geologicky nejmladších fosilních pozůstatků této skupiny sauropodů byly objeveny v sedimentech geologického souvrství Huincul a souvrství La Amarga na území Argentiny.

## Popis
Tito sauropodní dinosauři patřili do nadčeledi Diplodocoidea a kladu Diplodocimorpha (významnou skupinou rebbachisauridů byl klad Khebbashia). Prvním popsaným rodem byl severoafrický Rebbachisaurus, kterého popsal v roce 1990 paleontolog Jack McIntosh jako zástupce podčeledi Dicraeosaurinae v rámci čeledi Diplodocidae. V dalších letech se však objevilo množství nových nálezů, které dokázaly, že šlo o poněkud odlišnou skupinu sauropodů než jsou diplodocidi. Proto argentinský paleontolog José F. Bonaparte v roce 1997 stanovil novou čeleď Rebbachisauridae. Nejranějším zástupcem této skupiny byl zřejmě Xenoposeidon proneneukos, žijící na území Velké Británie v období rané křídy (asi před 140 miliony let).
Do této skupiny patří například také gigantický severoamerický rod Maarapunisaurus a zároveň i jediný dosud známý chorvatský dinosaurus Histriasaurus.

## Anatomie
Zástupci této čeledi se liší od ostatních diplodocidů nepřítomností vidlice u krčních neurálních trnů a specifickým tvarem zubů (resp. přítomností zubních „baterií“ u některých zástupců). Rebachisauridi žili zřejmě také nejdéle ze všech diplodocidů, téměř až do období svrchní křídy. V Argentině byly objeveny také série fosilních otisků stop těchto sauropodů. Patří do kategorie tzv. úzkorozchodných stop, což ukazuje, že trup těchto diplodokoidů byl užší než v případě masivních titanosaurů.
Obratle těchto sauropodů byly do značné míry pneumatizované, jak ukazují například objevy z Argentiny.

## Zástupci čeledi
- Agustinia
- Amargatitanis
- Astigmasaura
- Campananeyen
- Cathartesaura
- Cienciargentina
- Comahuesaurus
- Demandasaurus
- Dzharatitanis
- Histriasaurus
- Itapeuasaurus
- Katepensaurus
- Lavocatisaurus
- Limaysaurus
- Maraapunisaurus[10]
- Nigersaurus
- Nopcsaspondylus
- Rayososaurus
- Rebbachisaurus
- Tataouinea
- Xenoposeidon
- Zapalasaurus